# The Look
"The Look" är en låt av den svenska popduon Roxette. The Look är en av deras mest kända låtar och skrevs av Per Gessle och finns med på deras album "Look Sharp!" från 1988. Den brukar räknas som deras genombrott utanför Europa. I Sverige gavs första upplagan ut på röd vinyl. 8 000 st 7”-singlar och 2 000 st 12”-singlar pressades upp totalt. Även skivomslaget på 7”-singeln hade annan färgsättning jämfört med andra upplagan.

## Produktion
The Look spelades in i EMI:s studio i Skärmarbrink i Stockholm under våren 1988.
Till en början användes traditionella musiker, men man kände att det inte var riktigt rätt och att någonting saknades. 
När deras ljudtekniker bröt benet kom Anders Herrlin in som ersättare. Herrlin hade tidigare spelat bas i Gyllene Tider. Han arbetade för tillfället i en musikaffär och var väl insatt i den nya tidens teknik. Herrlin och producenten Clarence Öfwerman kom bra överens. Det här ledde till att de gjorde ett nytt försök där de gick in i studion från ett helt annat håll, och bytte ut de traditionella musikerna mot synthezeisers och datorer. Under inspelningen laborerades med tekniker och ljud, samtidigt som Gessle försökte att lära sig programmera en Ensoniq ESQ-1.
Låtens gitarriff skapades av Jonas Isacsson efter att ha instruerats av Gessle att spela något "George Harrison:skt" i stil med Taxman eller I Want to Tell You.
Låten hette från början "He's got the look" då tanken var att Fredriksson skulle sjunga. När Gessle skrev texten till "The Look" var hans fokus på att hitta ord som skulle passa bra till rytmen. Han började med att ta de första ord han kom på som passade. Efter ett tag såg han att det finns en slags surrealistisk logik i de ord han skrivit, så han bestämde sig för att behålla den, med motiveringen att "Det lät fruktansvärt tufft". Texten har sålunda ingen speciell handling, utan är bara lösryckta ord, med syftet att stödja rytmen för att skapa en bra poplåt.

## Utgivning, senare historia
Roxette släppte "Look Sharp" och turnerade i Sverige igen. Albumet var framgångsrikt i Sverige och sålde 350 000 exemplar de första två månaderna, men floppade på alla andra platser i världen. I USA refuserade Roxettes skivbolag skivan med motiveringen att bandet kom från Sverige och att musiken inte skulle gå att spela på amerikansk radio.[källa behövs] En utbytesstudent från USA, Dean Cushman, återvände efter studier i datavetenskap i Borås i Sverige. I sitt bagage hade han "Look Sharp", en skiva som han gillade.
| ”                                                          | Jag fick en släng av dåligt samvete. Jag hade ju lovat att lyssna på den. Ge mig en kvart, så kommer jag ut och ger honom skivan. Jag satte på Roxette-skivan och "The Look" gick på... | „ |
| – Brian Philips talar om varför han lyssnade på "The Look" | |   |

Han fick radiostationen KDWB i Minneapolis att spela "The Look". Radiostationen fick positivt svar från sina lyssnare och Brian Philips som var programchef för stationen beslöt att kopiera låten och skicka till sina kollegor i Miami, New York, Los Angeles. Låten spreds på detta sätt kopierad på kassettband över USA. KDWB märkte att låten väckte stor uppmärksamhet redan på första uppspelningen och att lyssnarna hörde av sig till stationen. Plötsligt hade Roxette fått en singel som var en hit utan att någon skiva släppts. Det amerikanska skivbolaget insåg sitt misstag och paniksläppte singeln.
"The Look" släpptes även som singel den 12 januari 1989, och B-sida var "Silver Blue" (demoversion). Per Gessle sjunger det mesta av texten.
The Look blev en hit i USA, och gick den 8 april 1989 högst upp i topp på listan Billboard Hot 100. Många där ansåg att en av låtens styrkor var att texten var skriven av en svensk, det vill säga någon som inte hade engelska som modersmål. De tyckte att Gessle fått till ordvändningar som de aldrig skulle kommit på själva, till exempel textraden "what in the world can make a brown-eyed girl turn blue". 
1995 utkom en remixversion, och 2015 gjordes en nyinspelning.
Det svenska dansbandet Larz-Kristerz tolkade låten på albumet Om du vill 2009 .

## Låtlista

### Sida A
1. The Look (She's Got The Look)

### Sida B
1. "Silver Blue" (demoversion)

## Listplaceringar
| Lista (1989)                       | Topplacering |
| ---------------------------------- | ------------ |
| USA, Billboard Hot 100             | 1            |
| USA, Billboard Hot Dance Club Play | 47           |
| USA, ARC Weekly Top 40             | 1            |
| Australiska ARIA Singles Chart     | 1            |
| Österrikiska singellistan          | 2            |
| Nederländska singellistan          | 2            |
| Eurochart Hot 100                  | 1            |
| Franska singellistan               | 12           |
| Tyska singellistan                 | 1            |
| Republiken Irlands singellista     | 10           |
| Italienska singellistan            | 1            |
| Nyzeeländska singellistan          | 1            |
| Norska singellistan                | 1            |
| Svenska singellistan               | 6            |
| Schweiziska singellistan           | 1            |
| Brittiska singellistan             | 7            |
| Lista (1995)                       | Topplacering |
| Brittiska singellistan             | 28           |